# Attachmate Group
Il Gruppo Attachmate era una società di software privata con sede a è Houston, Texas, negli Stati Uniti d'America. La società operava nel campo del software e di prodotti per le tecnologie dell'informazione e della comunicazione, detenendo il controllo di quattro società principali: Attachmate, NetIQ, Novell e SUSE Linux.
Il gruppo era guidato da Francisco Partners, Golden Gate Capital, Elliott Management Corporation e Thoma Bravo.
Nel 2014 è stata acquisita e inglobata in Micro Focus.